# Летняя эсперанто-школа
«Летняя эсперанто-школа» (эсп. Somera Esperanto-studado; сокр. SES) — ежегодное мероприятие, проводимое международной молодёжной организацией эсперантистов E@I. Целью мероприятия является обеспечение возможности качественного обучения нейтральному языку эсперанто в процессе летнего отдыха на природе.
Согласно замыслу организаторов, эсперанто-школа SES проводится с 2007 года в славянских странах (то есть в тех, где преобладают славянские языки). Фактически (по состоянию на 2014 год) мероприятие проводилось только в одной стране — в Словакии. В 2014 году помимо ежегодной встречи (в июле) в Словакии планируется проведение (в августе) аналогичной летней школы в России (в Московской области).
Летняя школа длится одну неделю (без учёта дополнительных мероприятий). Помимо обучения эсперанто, проводятся экскурсии и развлекательные мероприятия, например, на SES проходили выступления музыкантов Кима Хенриксена, JoMo и La Perdita Generacio. Участие платное; помимо вступительного взноса (сумма взноса зависит от страны участника), участники отдельно оплачивают проживание, питание и экскурсии.

## Прошедшие SES
Список прошедших мероприятий:
| Номер, год     | Место проведения            | Количество участников |
| -------------- | --------------------------- | --------------------- |
| 1-я SES, 2007  | Pribylina, Словакия         | 50                    |
| 2-я SES, 2008  | Модра, Словакия             | 105                   |
| 3-я SES, 2009  | Модра, Словакия             | 90                    |
| 4-я SES, 2010  | Пьештяни, Словакия          | 190                   |
| 5-я SES, 2011  | Нитра, Словакия             | 191                   |
| 6-я SES, 2012  | Нитра, Словакия             | 250                   |
| 7-я SES, 2013  | Мартин, Словакия            | 230                   |
| 8-я SES, 2014  | Нитра, Словакия             | 248                   |
| 9-я SES, 2014  | Колтышево, Россия           | 87                    |
| 10-я SES, 2015 | Мартин, Словакия            | 190                   |
| 11-я SES, 2017 | Банска-Штьявница, Словакия  | 173                   |
| 12-я SES, 2018 | Липтовски-Микулаш, Словакия | 258                   |
| 13-я SES, 2019 | Нитра, Словакия             | 197                   |

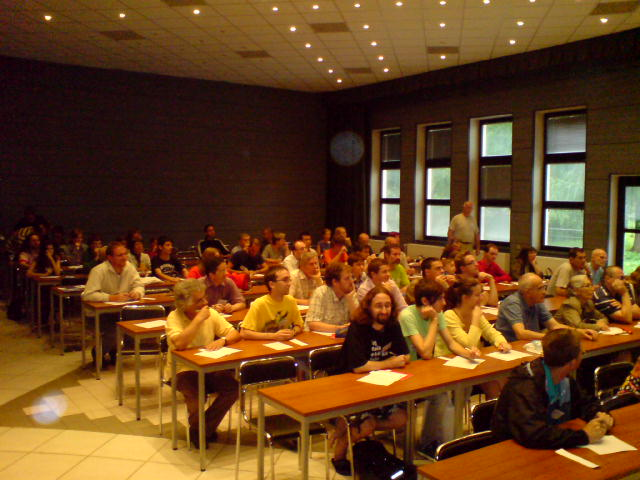
Участники SES-2011 в Словакии

В 2014 году Летная эсперанто-школа впервые проведена дважды: в Словакии (Нитра) и в России (Солнечногорский район Московской области). В России мероприятие прошло в середине августа; в нём приняли участие 87 человек, из них 2/3 — россияне, 1/3 — участники из разных стран мира.

## Значение
Летняя эсперанто-школа является мероприятием, независимым от основных эсперантистских ассоциаций. SES позволяет встретиться и обменяться знаниями преподавателям эсперанто из разных стран мира, а также повысить качество преподавания языка.
В подготовке и проведении SES участвуют ведущие преподаватели и грамматисты — например, в 2008 году на встрече преподавал Бертило Венергрен, автор грамматического справочника Plena Manlibro de Esperanta Gramatiko (PMEG).
Это мероприятие имеет большое значение для эсперанто-сообщества Центральной Европы, прежде всего для эсперантистов Словакии; в его организации и проведении участвуют многие известные общественные и политические деятели — в частности, в 2013 году моральную и финансовую поддержку SES оказали министр образования и науки Словакии Душан Чаплович, глава региона и города Мартин, где проводилась встреча, а сам город был официальным партнёром мероприятия.